# Saint-Sorlin-en-Bugey
Pour les articles homonymes, voir Saint-Sorlin.
Saint-Sorlin-en-Bugey est une commune française située dans le département de l'Ain en région Auvergne-Rhône-Alpes.
Les habitants de Saint-Sorlin-en-Bugey s'appellent les Saint-Sorlinois ou Bardiens (selon l'appellation ancestrale).

## Géographie
La ville s'étend dans une vallée en auge, entre les montagnes du Bugey (derniers contreforts du Jura) et le Rhône. Ce village est situé à 3 km de Lagnieu, 4 km de Sault-Brénaz et 42 km de Bourg-en-Bresse (chef-lieu de département de l'Ain) (en passant par la déviation de Lagnieu). Le village est traversé par la RD 122. La RD 40A y commence.
Son altitude varie de 190 à 700 m, la mairie se situant à 205 m.
Le clocher ainsi que le rocher de la Pouponne surplombent le  village ainsi que la vallée.
On y trouve non loin de Lagnieu, le port de Villeneuve. Un pont y enjambe le Rhône afin de permettre le passage du département de l'Ain à celui de l'Isère.

### Localisation
Elle est desservie par la RD 122, ex-RN 75, à proximité immédiate de la RD 1075 (itinéraire bis Paris-Dijon à Valence-Côte d'Azur).

### Communes limitrophes
|         | Vaux-en-Bugey         |              |
| Lagnieu | Saint-Sorlin-en-Bugey | Souclin      |
|         | Vertrieu (Isère)      | Sault-Brénaz |

### Climat
Pour des articles plus généraux, voir Climat d'Auvergne-Rhône-Alpes et Climat de l'Ain.
En 2010, le climat de la commune est de type climat des marges montargnardes, selon une étude du CNRS s'appuyant sur une série de données couvrant la période 1971-2000. En 2020, Météo-France publie une typologie des climats de la France métropolitaine dans laquelle la commune est exposée à un climat de montagne ou de marges de montagne et est dans une zone de transition entre les régions climatiques « Bourgogne, vallée de la Saône » et « Jura ».
Pour la période 1971-2000, la température annuelle moyenne est de 11,2 °C, avec une amplitude thermique annuelle de 17,9 °C. Le cumul annuel moyen de précipitations est de 1 270 mm, avec 11,2 jours de précipitations en janvier et 7,6 jours en juillet. Pour la période 1991-2020, la température moyenne annuelle observée sur la station météorologique de Météo-France la plus proche, sur la commune de Saint-Rambert-en-Bugey à 9 km à vol d'oiseau, est de 11,4 °C et le cumul annuel moyen de précipitations est de 1 512,4 mm,. Pour l'avenir, les paramètres climatiques de la commune estimés pour 2050 selon différents scénarios d'émission de gaz à effet de serre sont consultables sur un site dédié publié par Météo-France en novembre 2022.

## Urbanisme

### Typologie
Au 1er janvier 2024, Saint-Sorlin-en-Bugey est catégorisée petite ville, selon la nouvelle grille communale de densité à 7 niveaux définie par l'Insee en 2022.
Elle appartient à l'unité urbaine de Lagnieu, une agglomération intra-départementale dont elle est une commune de la banlieue,. Par ailleurs la commune fait partie de l'aire d'attraction de Lagnieu, dont elle est une commune du pôle principal,. Cette aire, qui regroupe 3 communes, est catégorisée dans les aires de moins de 50 000 habitants,.

### Occupation des sols
L'occupation des sols de la commune, telle qu'elle ressort de la base de données européenne d’occupation biophysique des sols Corine Land Cover (CLC), est marquée par l'importance des forêts et milieux semi-naturels (51,4 % en 2018), en augmentation par rapport à 1990 (47,2 %). La répartition détaillée en 2018 est la suivante : 
forêts (51,4 %), zones agricoles hétérogènes (20,8 %), terres arables (13,8 %), zones urbanisées (10 %), eaux continentales (3,8 %), prairies (0,2 %).
L'évolution de l’occupation des sols de la commune et de ses infrastructures peut être observée sur les différentes représentations cartographiques du territoire : la carte de Cassini (XVIIIe siècle), la carte d'état-major (1820-1866) et les cartes ou photos aériennes de l'IGN pour la période actuelle (1950 à aujourd'hui).

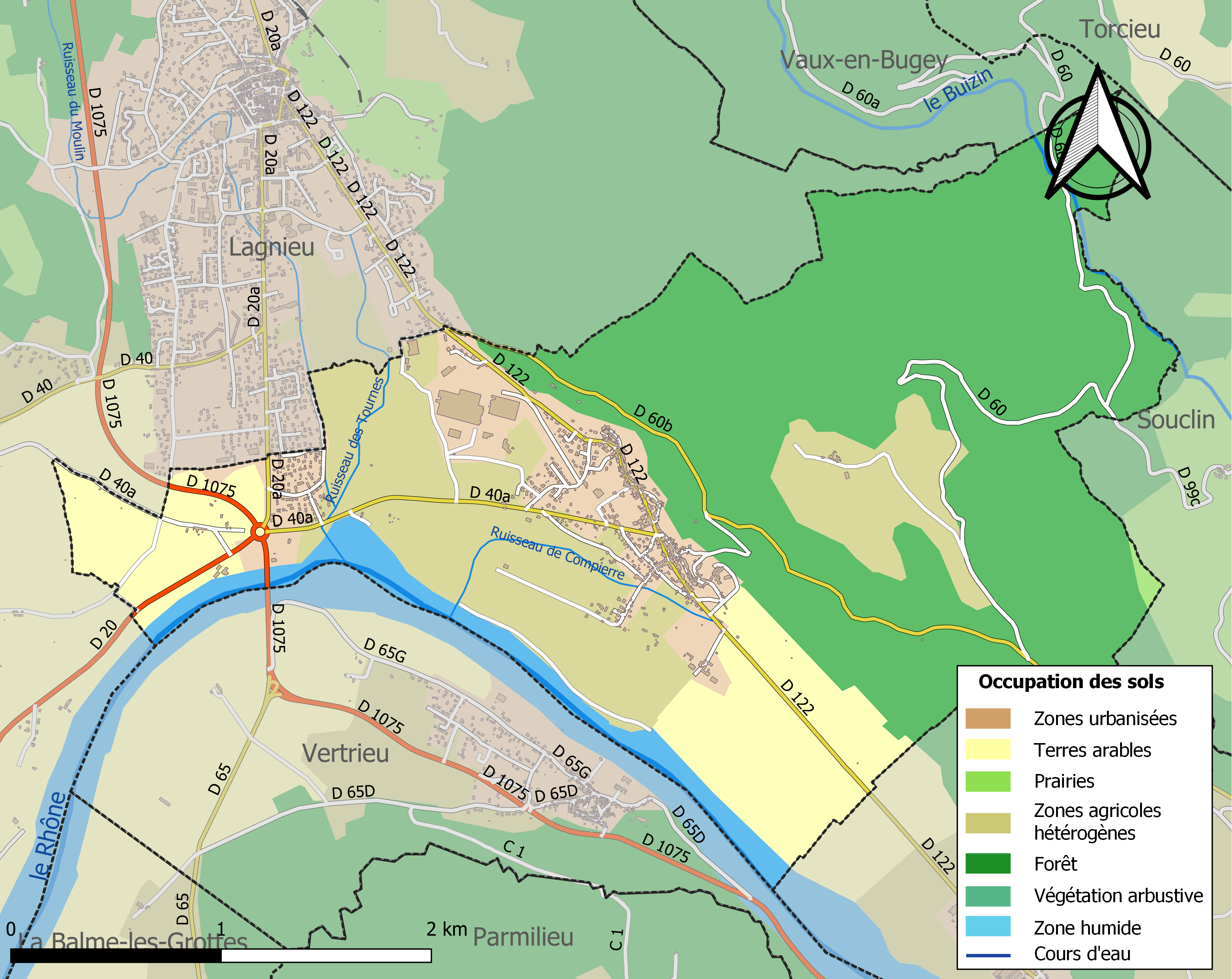
Carte des infrastructures et de l'occupation des sols de la commune en 2018 (CLC).

## Histoire
Saint-Sorlin ou plus exactement Saint-Saturnin-de-Cuchet comme on l'appelait autrefois, était, vers 1100-1150 inclus dans les possessions de la famille de Coligny.
C'est cette famille, qui fit bâtir le « Grand Château » dont on voit les ruines au-dessus de la Pouponne, pour défendre cet élément avancé de leurs terres. On ne pouvait trouver meilleure position !
Par le mariage de Béatrice de Coligny (-le-Neuf) avec Albert III de la Tour (vers 1220), Saint-Sorlin passa à la famille de La Tour du Pin. Comme un de leurs descendants, Humbert Ier, devint par son mariage avec Anne Dauphine, le premier Dauphin de Viennois de la IIIe branche, Saint-Sorlin devint dauphinois et le resta pendant près de 70 ans (1282-1349), période marquée par une lutte continuelle et acharnée entre Dauphinois et Savoyards dont les possessions étaient imbriquées les unes dans les autres.
Humbert II, le dernier dauphin, vendit le Dauphiné à la France et Saint-Sorlin passa sous la couronne de France, mais pour peu de temps.
En effet, en 1355, lors du traité de Paris, un échange entre France et Savoie vint mettre un peu d'ordre, le Rhône et le Guiers constituant dorénavant la frontière.
Saint-Sorlin devient savoyard et d'une façon générale, la population n'eut pas à souffrir de la domination des comtes puis des ducs de Savoie.
Saint-Sorlin était une petite capitale, siège d’une châtellenie. Le châtelain avait de multiples attributions puisqu'il représentait le Prince, mais c’était surtout un militaire à qui était confiée la défense de la place. La châtellenie de Saint-Sorlin fut inféodée à Odon de Villars, de 1401 à 1414, puis à Gaspard de Varax en 1460, pour lequel elle fut érigée en marquisat.
Saint-Sorlin fait ensuite partie du douaire de Claudine de Brosse dite « de Bretagne », veuve du duc Philippe II de Savoie et, enfin, est inclus dans l'apanage de la branche des Savoie-Nemours jusqu'en 1716.
Cette année là les chartreux de Portes se portèrent acquéreurs de la ville et de son ancien mandement. Ils devinrent ainsi marquis de Saint-Sorlin, espérant mettre fin aux innombrables litiges avec les communautés voisines. Chassés par la Révolution française, les chartreux laissent les lieux à la France définitivement.
Au XVIIIe siècle le bourg devient village de vignerons, ce qui perdure aujourd'hui encore. (même s'ils sont moins nombreux qu'avant).
En 1867, le hameau de Brénaz quitte la commune et celui de Sault appartenant à Villebois fait de même. C'est ainsi qu'est créée la commune voisine de Sault-Brénaz.

## Politique et administration

### Découpage territorial
La commune de Saint-Sorlin-en-Bugey est membre de la communauté de communes de la Plaine de l'Ain, un établissement public de coopération intercommunale (EPCI) à fiscalité propre créé le 15 décembre 2002 dont le siège est à Chazey-sur-Ain. Ce dernier est par ailleurs membre d'autres groupements intercommunaux.
Sur le plan administratif, elle est rattachée à l'arrondissement de Belley, au département de l'Ain et à la région Auvergne-Rhône-Alpes. Sur le plan électoral, elle dépend du  canton de Lagnieu pour l'élection des conseillers départementaux, depuis le redécoupage cantonal de 2014 entré en vigueur en 2015, et de la deuxième circonscription de l'Ain  pour les élections législatives, depuis le dernier découpage électoral de 2010.

### Administration municipale

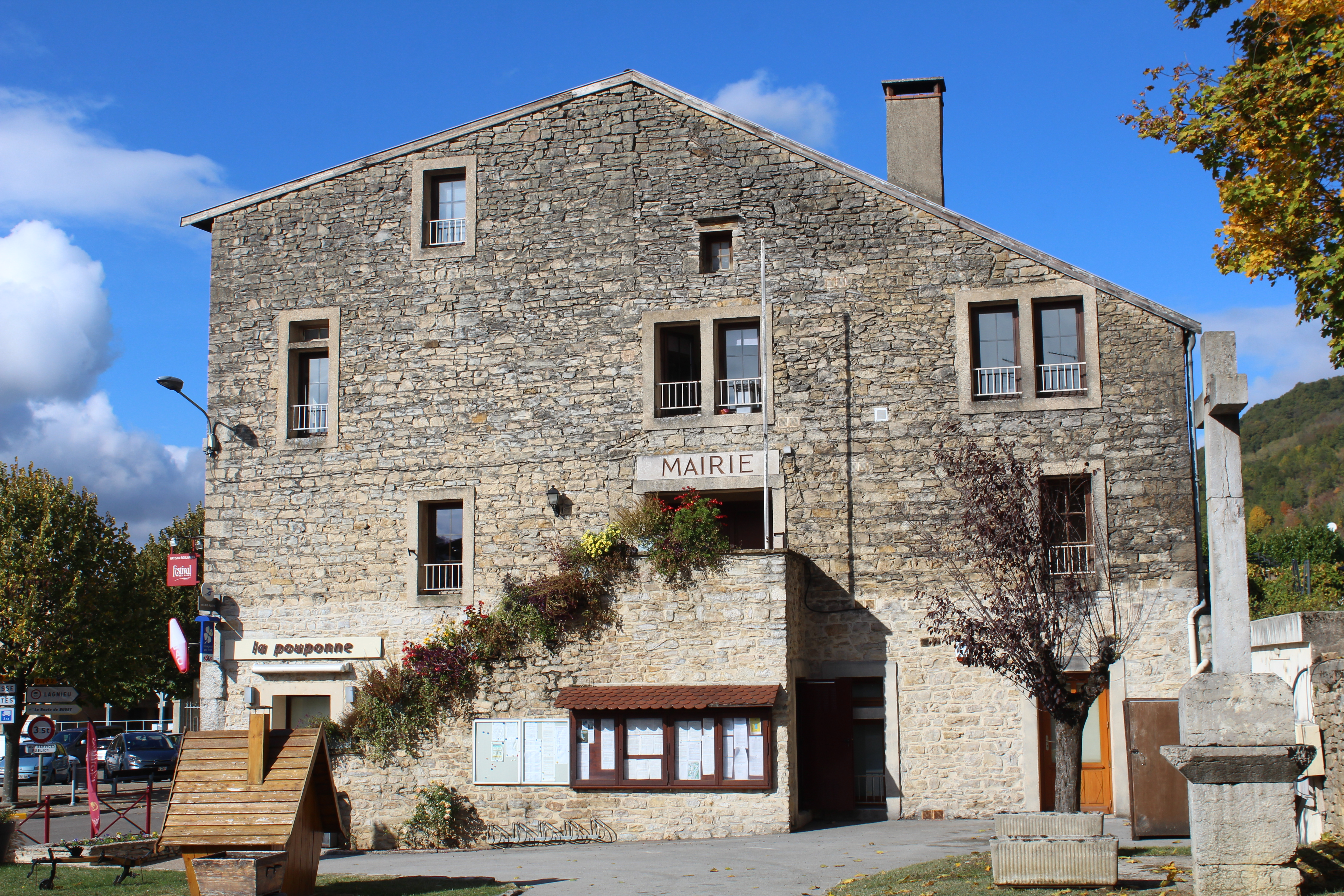
Mairie.

| Période                                  | Période     | Identité                         | Étiquette | Qualité |
| ---------------------------------------- | ----------- | -------------------------------- | --------- | ------- |
| XIXe siècle                              | XIXe siècle | Marc-Antoine-César Yon de Jonage |           |         |
|                                          |             |                                  |           |         |
| juin 1995                                | mars 2001   | Vincent Meillan                  |           |         |
| mars 2001                                | mars 2008   | Denis Joffraud                   |           |         |
| mars 2008                                | En cours    | Patrick Millet                   | DVD       | Cadre   |
| Les données manquantes sont à compléter. |             |                                  |           |         |

## Démographie
L'évolution du nombre d'habitants est connue à travers les recensements de la population effectués dans la commune depuis 1793. Pour les communes de moins de 10 000 habitants, une enquête de recensement portant sur toute la population est réalisée tous les cinq ans, les populations de référence des années intermédiaires étant quant à elles estimées par interpolation ou extrapolation. Pour la commune, le premier recensement exhaustif entrant dans le cadre du nouveau dispositif a été réalisé en 2005.
En 2022, la commune comptait 1 140 habitants, en évolution de −0,87 % par rapport à 2016 (Ain : +5,15 %, France hors Mayotte : +2,11 %).
| 1793 | 1800 | 1806  | 1821  | 1831  | 1836  | 1841  | 1846  | 1851  |
| ---- | ---- | ----- | ----- | ----- | ----- | ----- | ----- | ----- |
| 925  | 920  | 1 068 | 1 180 | 1 310 | 1 295 | 1 331 | 1 469 | 1 376 |

| 1856  | 1861  | 1866  | 1872 | 1876 | 1881 | 1886 | 1891 | 1896 |
| ----- | ----- | ----- | ---- | ---- | ---- | ---- | ---- | ---- |
| 1 373 | 1 367 | 1 411 | 885  | 873  | 804  | 766  | 683  | 666  |

| 1901 | 1906 | 1911 | 1921 | 1926 | 1931 | 1936 | 1946 | 1954 |
| ---- | ---- | ---- | ---- | ---- | ---- | ---- | ---- | ---- |
| 637  | 614  | 585  | 500  | 541  | 520  | 510  | 414  | 446  |

| 1962 | 1968 | 1975 | 1982 | 1990 | 1999 | 2005  | 2006  | 2010  |
| ---- | ---- | ---- | ---- | ---- | ---- | ----- | ----- | ----- |
| 525  | 556  | 629  | 690  | 832  | 939  | 1 066 | 1 062 | 1 061 |

| 2015  | 2020  | 2022  | - | - | - | - | - | - |
| ----- | ----- | ----- | - | - | - | - | - | - |
| 1 131 | 1 117 | 1 140 | - | - | - | - | - | - |

La chute de la population en 1867 est due au départ du hameau de Brénaz qui quitte la commune pour créer la commune de Sault-Brénaz, avec le hameau de Sault.

## Culture et patrimoine

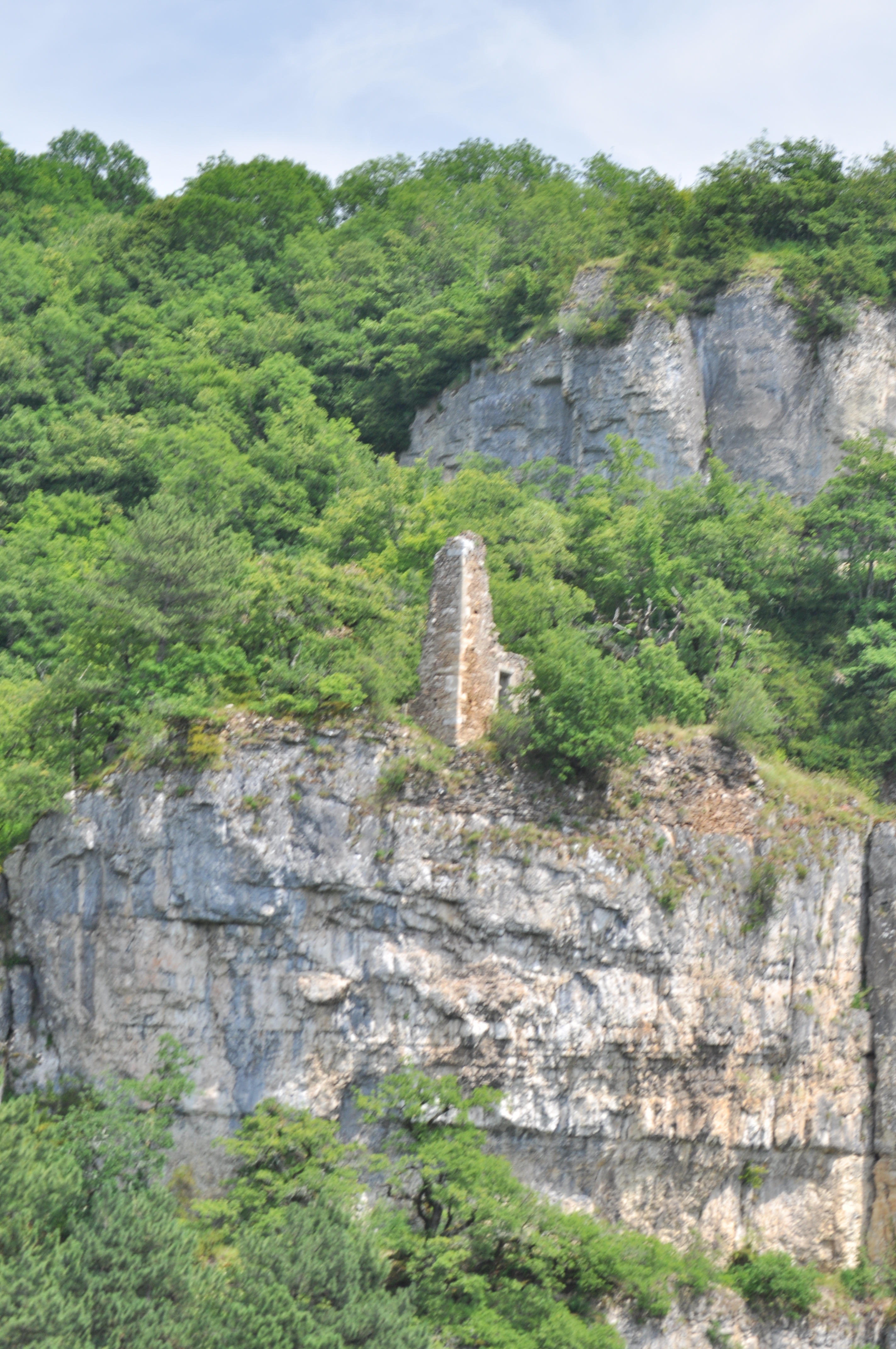
Vue des ruines du château de Cuchet.

### Lieux et monuments
L'église prieurale Sainte-Marie-Madeleine d'origine romane ainsi que la fontaine-lavoir de Collonges sont inscrits au titre des monuments historiques,. À noter qu'un jardin privé, situé place de la Halle, est inscrit au pré-inventaire des jardins remarquables.
La fresque de Saint Christophe du XVIe siècle ainsi qu'une inscription funéraire gallo-romaine sont référencées par la base Palissy.
On peut également citer l'aire de décollage pour parapente déclarée FFVL gérée par le club « Les Ailes du Bugey ».
Citons enfin, le pont de Lagnieu reliant Saint-Sorlin-en-Bugey à Vertrieu (Isère).

#### Châteaux
- Ruines du château de Saint-Saturnin. Les vestiges sont situés à l'ouest, sur un éperon se terminant en falaise à pic sur la rive du Rhône. Des chevaliers de Saint-Saturnin, vassaux des sires de Coligny, sont cités depuis le début du XIIe siècle mais le château n'est cité qu'en 1215. Il est ruiné à la fin du XVIe siècle par les troupes du roi Henri IV lors de la conquête de la Bresse et du Bugey[25].
- Château de la Durandière XVIIIe siècle (privé), ancienne propriété de la famille de Truchis de Varennes, dont est issue la chanteuse Zazie, qui a séjourné enfant au château.
- Ruines du château de Saint-Sorlin. En 1363, on y érige une palissade afin de surélever les murs et augmenter la protection des défenseurs[26].
- Ruines du château de Cuchet. Ses vestiges se dressent à l'est à 324 mètres d'altitude au sommet d'un piton isolé. Il fut le centre de la seigneurie de Cuchet. Les chevaliers de Cuchet sont cités depuis 1213. En 1355 la suzeraineté passe au comte de Savoie[25].
- Maison forte de la Fontaine.
- Maison forte de Buis de la Durandière.

### Personnalités liées à la commune
- La famille Defforey dont notamment Denis Defforey, qui est à l'origine du Groupe Carrefour sont originaires de Saint-Sorlin-en-Bugey où se trouvait l'entreprise familiale Badin-Defforey[réf. nécessaire].
- Marc-Antoine-César Yon de Jonage, maire de la commune.
- Au cours des années 1960, l’écrivain Eric-Emmanuel Schmitt passait ses vacances d’enfance dans une maison du village avec ses grands-parents maternels. Il a situé deux de ses récits au sein du village, L’empoisonneuse (dans le volume Concerto à la mémoire d’un ange, Goncourt de la Nouvelle 2010) et Les sœurs Barbarin (dans le volume La Vengeance du pardon, 2017).

### Héraldique
| Blason de Saint-Sorlin-en-Bugey | Blason  | De sinople au vase d'argent d'où sort un lis tigé et feuillé d'or, accosté de deux faucons affrontés, le tout soutenu de l'inscription « 1268 », le tout du même. |
| Blason de Saint-Sorlin-en-Bugey | Détails | Le statut officiel du blason reste à déterminer. |